# Omega Lupi
Omega Lupi (ω Lupi, förkortad Omega Lup, ω Lup), som är stjärnans Bayer-beteckning, är en dubbelstjärna i mellersta delen av stjärnbilden Vargen. Den har en kombinerad skenbar magnitud av 4,33 och är synlig för blotta ögat där ljusföroreningar ej förekommer. Baserat på parallaxmätning inom Hipparcosuppdraget på ca 9,0 mas, beräknas den befinna sig på ett avstånd av ca 360 ljusår (111 parsek) från solen. 

## Egenskaper
Primärstjärnan Omega Lupi A är en orange till röd jättestjärna av spektralklass K4.5 III. Den har en radie som är ca 40 gånger solens radie, baserat på en uppmätt vinkeldiameter, som efter korrigering för randfördunkling, är 3,39 ± 0,04 mas. Den avger ca 170 gånger mer energi än solen från dess fotosfär vid en effektiv temperatur på ca 4 100 K.
År 2007 var de båda stjärnorna i Omega Lupi separerade med 11,4 bågsekunder vid en positionsvinkel på 29°, och är sannolikt förbundna som en vidsträckt dubbelstjärna. Följeslagaren är en stjärna av magnitud 11,0.